# SAP NetWeaver
SAP NetWeaver（エスエイピー ネットウィーバー）は、ドイツのソフトウェア企業SAP SE社が提供するアプリケーション実行環境や開発・運用支援機能を有する複数のソフトウェアコンポーネントから成る統合ミドルウェア製品である。

## 概要
複雑な企業情報システムをシームレスに統合するためのEAI（Enterprise Application Integration）ツールである。SAPアプリケーション用の実行環境（ランタイム）、開発支援ツール、データ分析ツール、リリースおよび運用支援ツールなどの複数のコンポーネントが含まれ、同社のアプリケーション製品を利用する上で必要または便利な機能を有している。
SAP NetWeaverには多数の機能やコンポーネントが含まれているが、根幹の機能はSAP独自のプログラミング言語であるABAP（アバップ）やJava、Webサービスを実行・利用するためのランタイムの機能を提供する点である。このため、SAP R/3やSAP S/4HANAを含む多くのオンプレミスのSAPアプリケーションを利用する際はSAP NetWeaverの導入が必要不可欠となる。以前はBASIS（ベーシス）と呼ばれるミドルウェアがランタイムの機能を担っていたが、現在はNetWeaverに置き換わっている。このため、SAP NetWeaverと言った場合、狭義にはこのアプリケーションサーバー機能（BASISに相当する機能）を指すことが多い。
SAP NetWeaverを利用したSAPアプリケーションの開発にはIDE（統合開発環境）である「ABAPワークベンチ」やEclipse向けのプラグインを利用できる。
サービス指向アーキテクチャ（Service Oriented Architecture, SOA）に基づくアプリケーション設計をサポートしており、SAP製品同士や他のITベンダーの製品とも連携することが可能になる。また、Microsoft .NET FrameworkやIBM WebSphereをサポートしている。

## 構成コンポーネント
製品群は6つのカテゴリ（人の統合、情報の統合、プロセスの統合、アプリケーションプラットフォーム、コンポジットアプリケーションフレームワーク、ライフサイクル管理）に分類されている。バージョンによって名称や組み合わせは若干異なるが、主に以下のコンポーネントから成る。
- SAP NetWeaver Application Server[6]
- SAP NetWeaver Process Integration[7]
- SAP NetWeaver Mobile[6]
- SAP NetWeaver Portal[6]
- SAP NetWeaver Business Intelligence[6]
- SAP NetWeaver Business Warehouse[7]
- SAP NetWeaver Exchange Infrastructure[6]
- SAP NetWeaver コンポジットアプリケーションフレームワーク[6]